# 사면발니속
사면발니속(Pthirus)은 이목에 속하는 속의 하나이다. 사면발니과(Pthiridae, 표준어: 사면발닛과)의 유일속이다. 현존하는 2종만을 포함하고 있다. 고릴라사면발니(Pthirus gorillae)는 고릴라를 감염시키며, 사면발니(Pthirus pubis)는 사람을 감염시킨다.

## 하위 분류
- 고릴리사면발니 (Pthirus gorillae)
- 사면발니 (Pthirus pubis)

## 갤러리

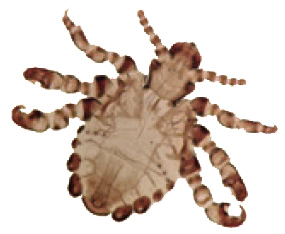
Pthirus gorillae
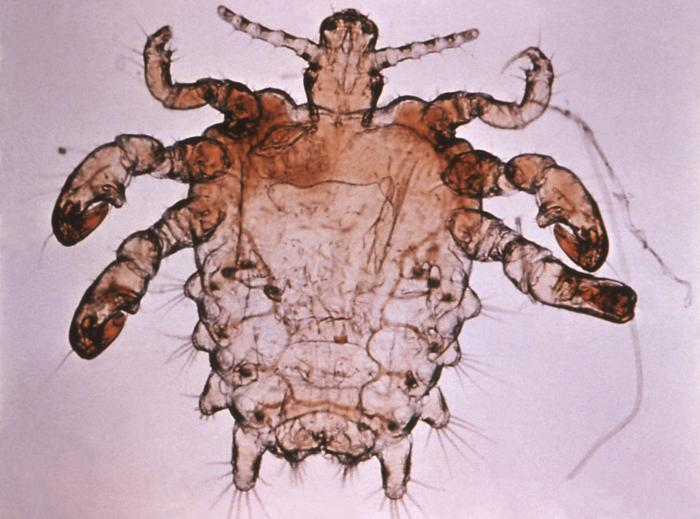
Pthirus pubis